# Linia Hutnicza Szerokotorowa
A Linia Hutnicza Szerokotorowa (LHS), a 65-ös számú vasútvonal a leghosszabb széles nyomtávú (1520 mm) vasútvonal Lengyelországban. Hossza a Lengyel-Ukrán államhatártól a Sławkówi Teherpályaudvarig 394,65 kilométer. Ez a széles nyomtávú vasút-hálózat legnyugatibb eleme. Az 1970-es években építették, hogy az akkori szovjet Krivoj Rogból (ma: Ukrajna, Krivij Rih) vasércet szállítsanak, visszafelé pedig ként és szenet vittek a szerelvények. A vonal neve kezdetben Linia Hutniczo-Siarkowa (Kohászat-Kén vonal) volt, az LHS rövidítést azóta használják.

## Története
A Łazy –Kiwerce  vonal megépítésének koncepciója az 1920-as években született meg. Célja az volt, hogy a Lengyel Köztársaság területén belül – Felső-Sziléziától Wołyńig – kőszenet szállítsanak. A beruházás azonban nem valósult meg.
Az 1970-es években az új, óriási Katowicei Acélművek legvirágzóbb időszakát élte, nagy mennyiségű vasércet igényelt. A fő forrás a Krivij Rih-i bányák voltak, ahonnan vasúton szállították Medykán, Przemyślen és Tarnówon keresztül Jaworzno Szczakowába a nyersanyagot. Ez a vasútvonal nem volt képes kiszolgálni az igényeket.
A Lengyel Államvasutak (PKP) két lehetőséget mérlegelt. Az egyik lehetőség a határon meglévő átrakó létesítmények és a meglévő vasútvonal három- vagy akár négyvágányossá bővítése lett volna. A másik egy új, széles nyomtávú vasútvonal építse volt. Az utóbbira esett a választás. Előnyként említették, hogy az újonnan tervezett vonal a nehezebb vonatok fogadására alkalmas, nem lesz szükség fagymentesítő berendezésre a határon (télen az érc fagyott szilárd formában érkezett, amely kihívást jelent az átrakodó létesítményben), és a PKP-nak nem kell saját vagonokat használnia az áruk lengyel hálózaton történő szállításához (a teljes szállításhoz a szovjet kocsikat használnak). Stratégiai jelentőségű volt a szovjet vasúthálózattal közvetlen összeköttetést biztosító széles nyomtávú vonal, amely lehetővé tette a szovjet csapatok gyors szállítását is. Az új vonalat a varsói CBSiPBK (Central Bureau for Railway Construction Designs and Studies) tervezte, Józef Skorupski volt a főtervező, huszonegy másik tervezőiroda, nyolc geológiai cég és három műszaki egyetem vett részt a projektben.
A vonal részben a meglévő normál nyomtávú vonalak mellé épült, ami megkönnyítette az építési munkákat. A költségek megtakarítása érdekében a vonalat a Roztocze Nemzeti Parkon  vezették át a park vezetőségének intenzív lobbizása ellenére. A vasútvonalat 1979. november 30-án helyezték üzembe.
A vasútvonal 1970-es évekbeli elnevezése a Linia Hutniczo-Siarkowa (kohászat-kén vonal), rövidítve LHS, volt. Amikor az 1990-es években megszűnt a kén-szállítás, a név Linia Hutnicza Szerokotorowa-ra (Széles nyomtávú kohászati vonal) változott, megtartva a jól bevált LHS mozaikszót.
A PKP Linie Hutnicza Szerokotorowa 2017–2019 között megvizsgálta a vasútvonal teljes hosszában egyen- vagy váltóárammal történő villamosításának lehetőségét. 2017 áprilisában a PKP LHS és az ukrán vasutak szándéknyilatkozatot írt alá a Kovel–Izom–Hrubieszów szakasz váltóáramú villamosításáról. 2021 májusának elején megkezdődtek az előkészítő munkálatok, és augusztusban megkezdődött az első oszlopok felállítása. A PKP LHS azonban feladta ezeket a terveket. A vállalatnál folyamatban van a figyelmeztető lámpák, egyes helyeken sorompók felszerelése a vasúti átjárókba, a Hrubieszów Teherpályaudvar bővítése és a vonatirányító rendszerek korszerűsítése. A munkálatok befejezését 2025 végére tervezik.

## Teherforgalom
Megnyitását követően, a terveknek megfelelően, a vasútvonalon nyersanyag szállító szerelvények jártak. Lengyelországból leginkább ként vittek a teherkocsik, a Szovjetunió felől pedig vasérc érkezett. Az 1989-es politikai és gazdasági átalakulások, valamint a Szovjetunió összeomlása után a vonal kihasználtsága drasztikusan visszaesett. Azóta több terv is született a vasútvonal rendbetételére, fejlesztésére, gazdaságossá tételére.
2001 óta az LHS vasútvonal kizárólag teherszállítás, és csak nemzetközi fuvarozást szolgál ki. A vonal végén és annak pályáján átrakodó terminálok találhatók, melyeket Ukrajnából, a volt Szovjetunió más országaiból, valamint Kínából Lengyelországba importált különféle áruk kirakodására használnak.
Több éve tervezik a vonal szélesebb körű használatát a leendő Európa-Ázsia vasúti összeköttetésen. 2017-ben Jerzy Polaczek, infrastrukturális miniszter, kezdeményezte az LHS-vonalnak a Gliwice és Kędzierzyn-Koźle folyami kikötőihez kapcsolását, ami megkönnyítené az Ázsiából szállított áruk kezelését és növelné az LHS vonzerejét.
Az első Kínából érkező intermodális konténervonat 2020. január 5-én érkezett meg a sławkówi terminálhoz, miután 12 napon alatt 9 477 km-es utat tett meg Hszianból Kazahsztánon, Oroszországon és Ukrajnán keresztül. A vonalat üzemeltető cég azt reméli, hogy rendszeres összeköttetések jönnek létre Kínával, kihasználva azt, hogy széles nyomtáv lehetővé teszi a lengyel-ukrajnai határon a gyors átkelését.

## Utasforgalom
1990-2000 között az LHS vonalat személyszállításra is használták. Távolsági vonatok közlekedtek Oroszországba és Ukrajnába. 1990-től két naponta egy pár gyorsvonat járt Moszkva és Olkusz között. 1993-ban újabb vonatpár járt Lviv–Zamość és Moszkva–Zamość között. A kezdeti siker után visszaesett a forgalom, 1994-ben az LHS vonalon csak hetente egyszer közlekedtek személyvonatok az Olkusz és Harkiv között. A 90-es éveinek közepétől személyszállító vonat csak különmegrendelésre indult. A 65-ös vasútvonal személyszállításának lebonyolítására peronok épültek a Hrubieszów és Olkusz állomásokon, valamint utasmegállók: Zamość, Wola Baranowska és Sędziszów megállókban. Az utasok vám- és útlevélkezelésére a hrubieszówi határállomáson került sor. 
A 2022-es orosz invázió Ukrajna ellen feltámasztotta a vasútvonalat, 2022. február 28-át követően több menekülteket szállító különleges személyvonat érkezett Ukrajnából Olkuszba, ahol sátorvárost alakítottak ki, hogy elszállásolják őket.

## Állomás lista
| Állomás                                                                                               | Szabványos nyomtávú iparvágány | Vám  | Konténer létesítmény | Raktár | Egyéb szolgáltatások / megjegyzések                                                                                       | Elhelyezkedés                                                                         |
| --- | ------------------------------ | ---- | -------------------- | ------ | --- | ------------------------------------------------------------------------------------- |
| Hrubieszów                                                                                            | Igen                           | Igen | Nem                  | Nem    | Vasúti határállomás, növény- és állategészségügyi ellenőrző pont                                                          | é. sz. 50° 47′ 28″, k. h. 23° 55′ 05″50.791000°N 23.918000°EHrubieszów LHS állomás    |
| Zamość Majdan                                                                                         |                                |      |                      |        | Építés alatt | é. sz. 50° 44′ 42″, k. h. 23° 16′ 01″50.745000°N 23.267000°EZamość Majdan LHS állomás |
| Zamość Bortatycze                                                                                     | Igen                           | Nem  | Igen                 | Nem    | SUW 2000 nyomtávváltó létesítmény, mozdony remiz                                                                          | é. sz. 50,741°, k. h. 23,186°50.741000°N 23.186000°EZamość Bortatycze LHS állomás     |
| Szczebrzeszyn                                                                                         | Nem                            | Nem  | Igen                 | Igen   | Minden típusú rakomány kezelése, kivéve a folyékony üzemanyagokat és a veszélyes árukat                                   | é. sz. 50,668°, k. h. 22,973°50.668000°N 22.973000°ESzczebrzeszyn LHS állomás         |
| Biłgoraj                                                                                              | Nem                            | Nem  | Nem                  | Nem    | Minden típusú rakomány kezelése, kivéve a veszélyes, gyúlékony és mérgező árukat                                          | é. sz. 50,552°, k. h. 22,733°50.552000°N 22.733000°EBiłgoraj LHS állomás              |
| Wola Baranowska                                                                                       | Igen                           | Nem  | Igen                 | Nem    | Vámraktár | é. sz. 50,434°, k. h. 21,567°50.434000°N 21.567000°EWola Baranowska LHS állomás       |
| Staszów                                                                                               | Igen                           | Nem  | Nem                  | Nem    | | é. sz. 50,550°, k. h. 21,158°50.550000°N 21.158000°EStaszów LHS állomás               |
| Grzybów                                                                                               | Nem                            | Nem  | Nem                  | Nem    | A bezárt siarkopoli kénbányához tartozott, nincs más létesítmény                                                          | é. sz. 50,530°, k. h. 21,057°50.530000°N 21.057000°EGrzybów LHS állomás               |
| Gołuchów                                                                                              | Igen                           | Nem  | Nem                  | Nem    | Cseppfolyósított gázok kezelésére szolgáló létesítmény                                                                    | é. sz. 50,611°, k. h. 20,658°50.611000°N 20.658000°EGołuchów LHS állomás              |
| Sędziszów                                                                                             | Igen                           | Nem  | Nem                  | Nem    | Forgóvázcsere lehetőség, kocsiraktár, nincs más létesítmény                                                               | é. sz. 50,578°, k. h. 20,091°50.578000°N 20.091000°ESędziszów LHS állomás             |
| Olkusz                                                                                                |                                |      |                      |        | építés alatt | é. sz. 50,289°, k. h. 19,604°50.289000°N 19.604000°E                                  |
| Sławków                                                                                               | Igen                           | Igen | Igen                 | Igen   | Vámraktárak, cseppfolyósított gázok, folyékony üzemanyagok kezelésére szolgáló létesítmények, félpótkocsik és RoLa rakodó | é. sz. 50,275°, k. h. 19,365°50.275000°N 19.365000°ESławków LHS állomás               |
| Euroterminal Sławków                                                                                  | Igen                           | Igen | Igen                 | Igen   | Vámraktár, folyékony vegyi anyagok, kohászati termékek, nyersvas, üveg, félpótkocsik rakodása                             | é. sz. 50,282°, k. h. 19,309°50.282000°N 19.309000°EEuroterminal Sławków              |
| Minden állomás képes ömlesztett áru és faanyag kezelésére, kivéve a „nincs más létesítmény” helyeket. |                                |      |                      |        | |                                                                                       |